# Парамије
Парамије су насељено мјесто у општини Прњавор, Република Српска, БиХ. Према попису становништва из 1991. у насељу је живјело 289 становника.

## Становништво
| Националност       | 1991. | 1981. | 1971. | 1961. |
| Срби               | 273   | 359   | 295   | 292   |
| Југословени        | 8     |       |       |       |
| Хрвати             |       | 1     |       |       |
| остали и непознато | 8     | 2     | 9     | 9     |
| Укупно             | 289   | 362   | 304   | 301   |

| Демографија | Демографија | Демографија |
| Година      | Становника  | Становника  |
| ----------- | ----------- | ----------- |
| 1961.       | 301         |             |
| 1971.       | 304         |             |
| 1981.       | 362         |             |
| 1991.       | 289         |             |